# Spermicida
Lo spermicida, sotto forma di crema, gel o schiuma, è una sostanza in grado  di provocare la morte degli spermatozoi. Se usato da solo non garantisce un'adeguata protezione da gravidanze, per cui viene normalmente abbinato ad altri metodi contraccettivi.
Non protegge da Malattie Sessualmente Trasmissibili (MST) ed in alcune formulazioni può, se usato frequentemente, favorire il contagio da HIV.